# Ардашев, Павел Николаевич
Па́вел Никола́евич Арда́шев (22 ноября 1865, село Биляр, Вятская губерния — июнь 1924, Витебск) — русский историк, политический публицист.

## Биография
Родился 22 ноября 1865 года в селе Биляр Вятской губернии, в семье священника. Первоначальное образование получил дома под руководством отца и деда-псаломщика. Учился в Елабужском духовном училище (1876—1880), по окончании которого поступил в Уфимскую духовную семинарию, из которой в 1883 году перевёлся в Уфимскую классическую гимназию, где выдержал экзамен на аттестат зрелости. В 1885 году он поступил в Московский университет на историко-филологический факультет. Окончив его с дипломом первой степени в 1889 году, Ардашев был оставлен в университете для подготовки к профессорскому званию; в 1894 году сдал магистерский экзамен и через 2 года отправился во Францию в командировку, результатом которой стала работа «Провинциальная администрация во Франции в последнюю пору старого порядка. 1774—1789. Провинциальные интенданты. Том I.», ему присвоили звание магистра и полную премию имени С. М. Соловьёва.
В декабре 1898 года назначен приват-доцентом Новороссийском университете по кафедре всеобщей истории. В 1901 году был утверждён экстраординарным профессором Юрьевского университета. 29.8.1903 назначен экстраординарным профессором на кафедру всеобщей истории Киевского университета Святого Владимира (с 16.6.1907 — ординарный профессор).
В 1906 выпустил второй том своего исследования «Провинциальная администрация во Франции в последнюю пору старого порядка. 1774—1789» и защитил его в качестве докторской диссертации. В 1908 году участвовал в съезде историков в Берлине. Участвовал в консервативном академическом движении. Присутствовал на собрании правых профессоров 16-18 декабря 1910 года, проходившем в помещении Всероссийского Национального клуба в Петербурге.
С 1910 года состоял членом-сотрудником в Киевском клубе русских националистов. Он читал доклады на общественно-политическую тематику, участвовал в обсуждении парламентских преобразований. В 1911 году входил в состав депутации от Клуба, которую принял Николай II во время своего приезда в Киев. В этом же году он вошёл в лекционную комиссию Клуба. 7 февраля 1912 года Ардашев стал одним из членов Совета Киевского клуба русских националистов, но вскоре покинул клуб из-за конфликта с председателем А. И. Савенко. Являлся также членом Всероссийского национального союза.
Ардашев стал одним из организаторов издания газеты «Киев», выходившей с 1914 года. Газета создавалась с целью борьбы с украинским сепаратизмом, и впоследствии стала наиболее правым изданием в Киеве. Так, в передовой статье первого номера, подготовленной в соавторстве с П. Я. Армашевским, он писал: 

Киев является колыбелью русского православия, русской государственности и русской культуры. Здесь впервые засиял свет веры Христовой на Руси, здесь процветало первое русское царство под державным скипетром Владимира Святого и Ярослава Мудрого, отсюда вышли те работники Христовы, которые постепенно обратили русских из народа грубого языческого в благочестивый христианский народ… В Киеве в настоящее время приходится бороться с сильнейшими инородческими претензиями, а также с мазепинскими вожделениями отщепенцев, думающих о «самостоятельной Украине»… Между тем, в последнее время стало ясно, что национально-русской газеты с устойчивым национальным направлением в Киеве не существует. Газета «Киев» имеет своей задачей заполнить этот пробел. Она является выразительницей чаяний и идеалов в общественной и государственной жизни коренного русского населения… Мы будем отстаивать необходимость народного представительства, считая его могучим рычагом усовершенствования государственного строительства, но полагаем, что Государственная Дума только тогда станет на настоящую дорогу, когда в ней образуется сплоченное национально-русское большинство и когда она сделается, согласно слову Государя, русской по духу. Мы назвали нашу газету «Киев». Пусть же это дорогое для русского сердца имя будет нашим знаменем и нашим лозунгом.
После 1917 года он преподавал в Симферополе, затем — в Минске. С декабря 1923 г. по июнь 1924 г. Ардашев преподавал в качестве профессора по новой истории в Витебском педагогическом институте.
Умер Павел Ардашев предположительно в июне 1924 года в Витебске.

## Главные работы
- Переписка Цицерона как источник для истории Юлия Цезаря. М., 1890.
- Провинциальная администрация во Франции в последнюю пору старого порядка. 1774—1789. Провинциальные интенданты. Историческое исследование преимущественно по архивным данным. Т. 1—2. СПб., 1900—1906
- Абсолютная монархия на Западе. СПб., 1902.
- Администрация и общественное мнение во Франции перед революцией. Киев, 1905.
- История Западной Европы в новейшее время. Дополнение к лекциям по всемирной истории профессора Петрова. СПб., 1910.

П. Н. Ардашев также участвовал в составлении Энциклопедического словаря Брокгауза и Ефрона.